# 516 Arouca
516 Arouca (en portugais : Ponte 516 Arouca) est une passerelle suspendue pédestre dans la municipalité d'Arouca au Portugal. Inaugurée le 29 avril 2021, et mise officiellement en service le 3 mai 2021, avec une travée de 516 mètres. 
C'est le deuxième plus long pont piétonnier suspendu d'Europe et le troisième plus long piétonnier au monde après la passerelle Sky Bridge 721 en Tchéquie (721 m) et le Gandaki Golden Footbridge (en) au Népal (567 m).

## Situation
Le 516 Arouca surplombe le rio Paiva (pt), reliant Arouca aux Passadiços do Paiva (pt), une passerelle en bois qui serpente sur plus de 8 km à l’intérieur du Géoparc Arouca (pt) sur les pentes rocheuses et abruptes de la rive gauche de la rivière.
Le pont est payant et uniquement accessible via réservation sur internet.

## Caractéristiques
- Début du projet : 2016
- Début de la construction : 2018
- Travée : 516 mètres
- Hauteur par rapport au sol (le rio Paiva) : 175 mètres
- Largeur de la structure : 4 mètres
- Chaussée : grillage métallique
- Largeur de la chaussée: 1,20 mètre
- Hauteur des tours de soutien : 35,5 mètres
- Largeur des tours de soutien : 32 mètres
- Matériaux de soutien : câbles en acier
- Coût : 1 800 000 à 2 300 000 €

## Le plus long au monde
Dès l'annonce de l'ouverture du 516 Arouca, une polémique surgit sur le record du monde, le pont Baglung Parbat (en) au Népal, inauguré en 2020, faisant 567 mètres. La municipalité d'Arouca rétorque alors que les caractéristiques ne sont pas comparables, le pont népalais étant réservé au passage de charges légères et qu'il n'y a pas de mesures officielles ou scientifiques le concernant.

### Galerie

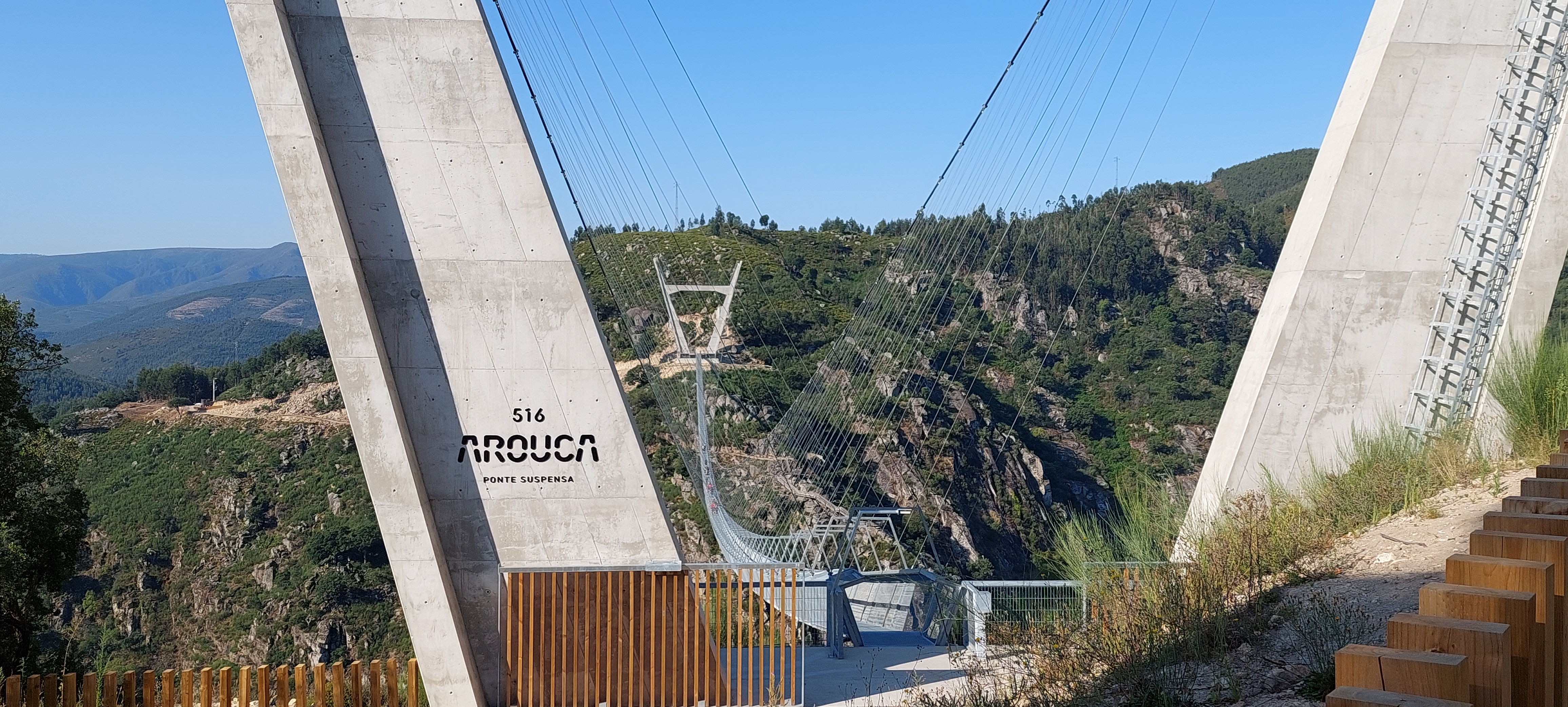
Accès au pont
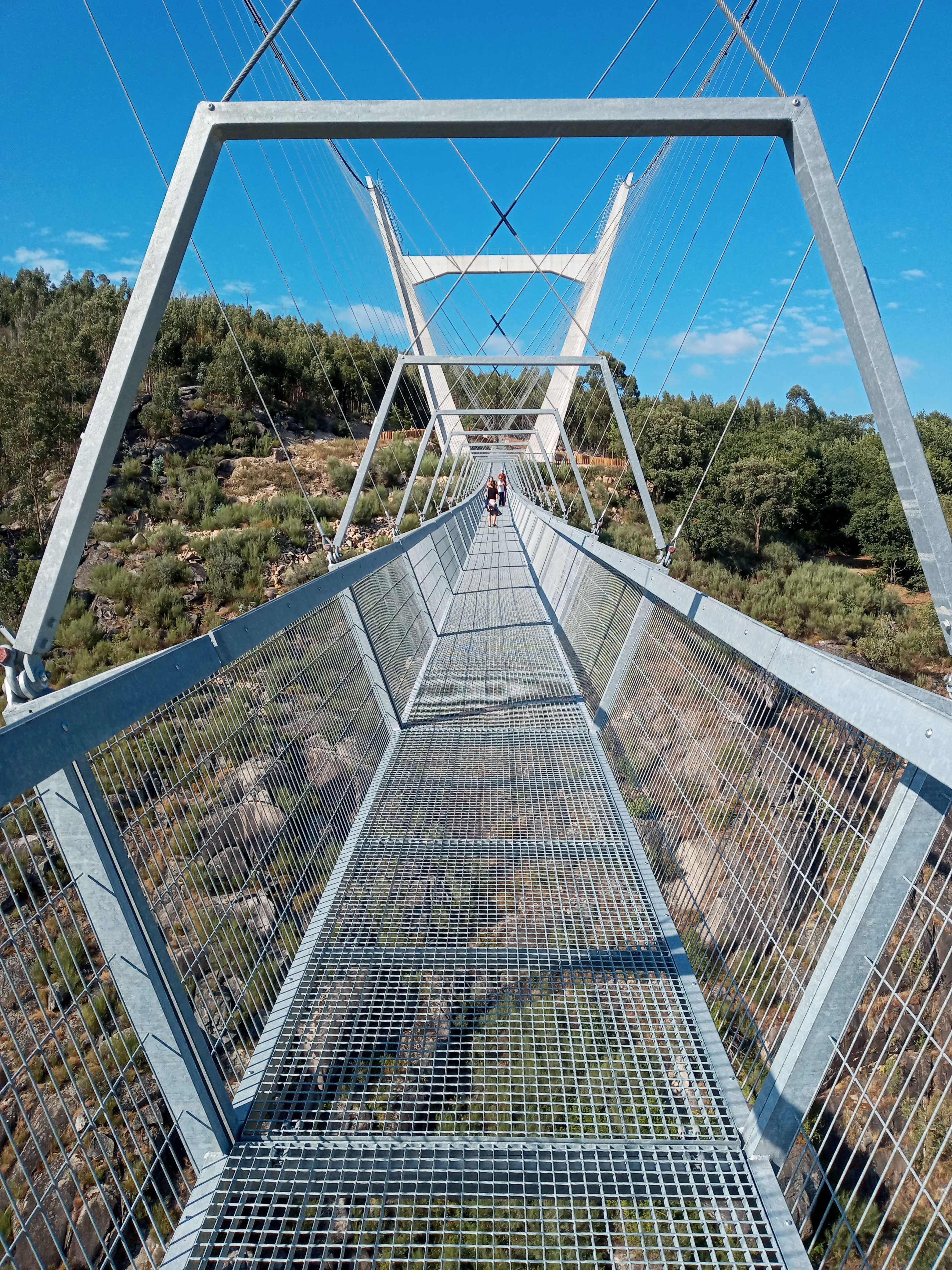
Sur le pont
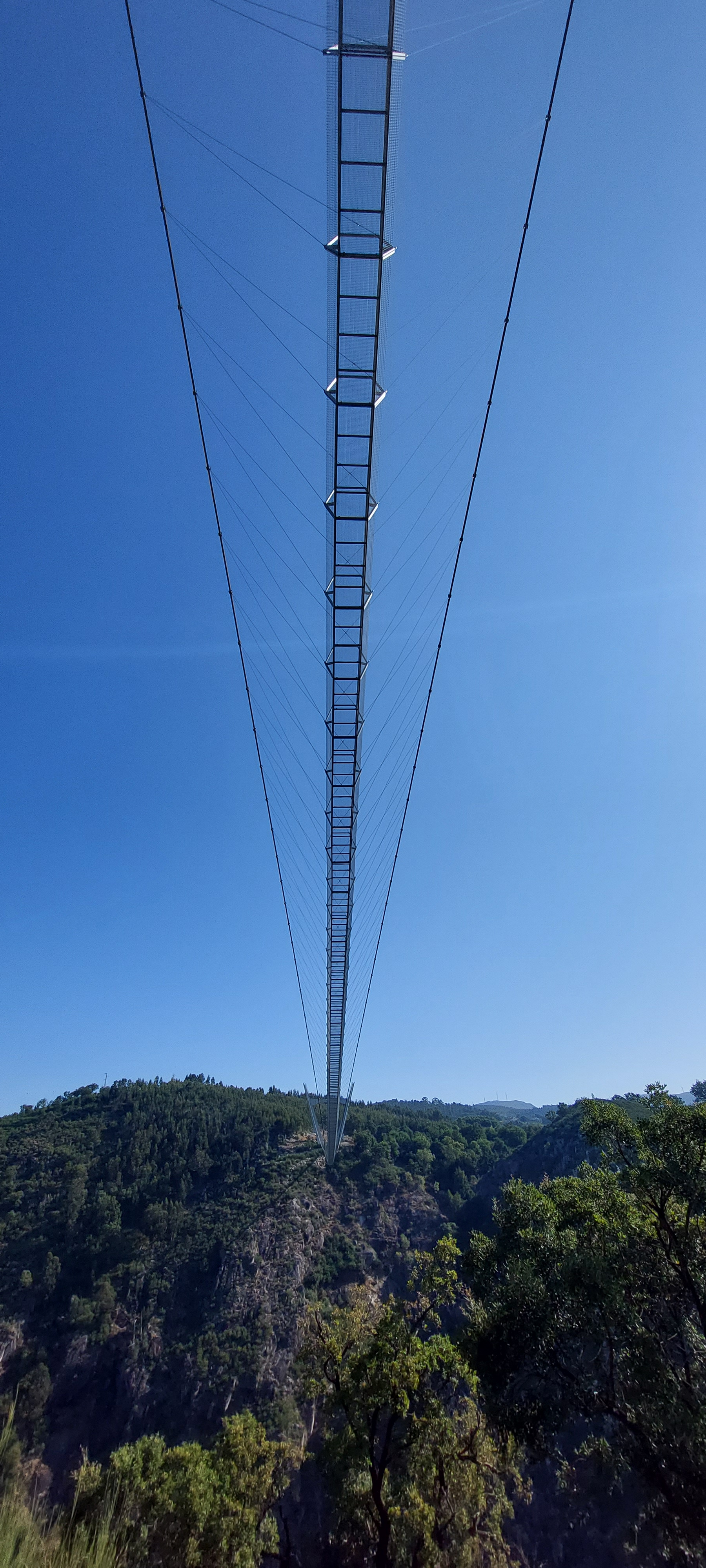
Vue du dessous
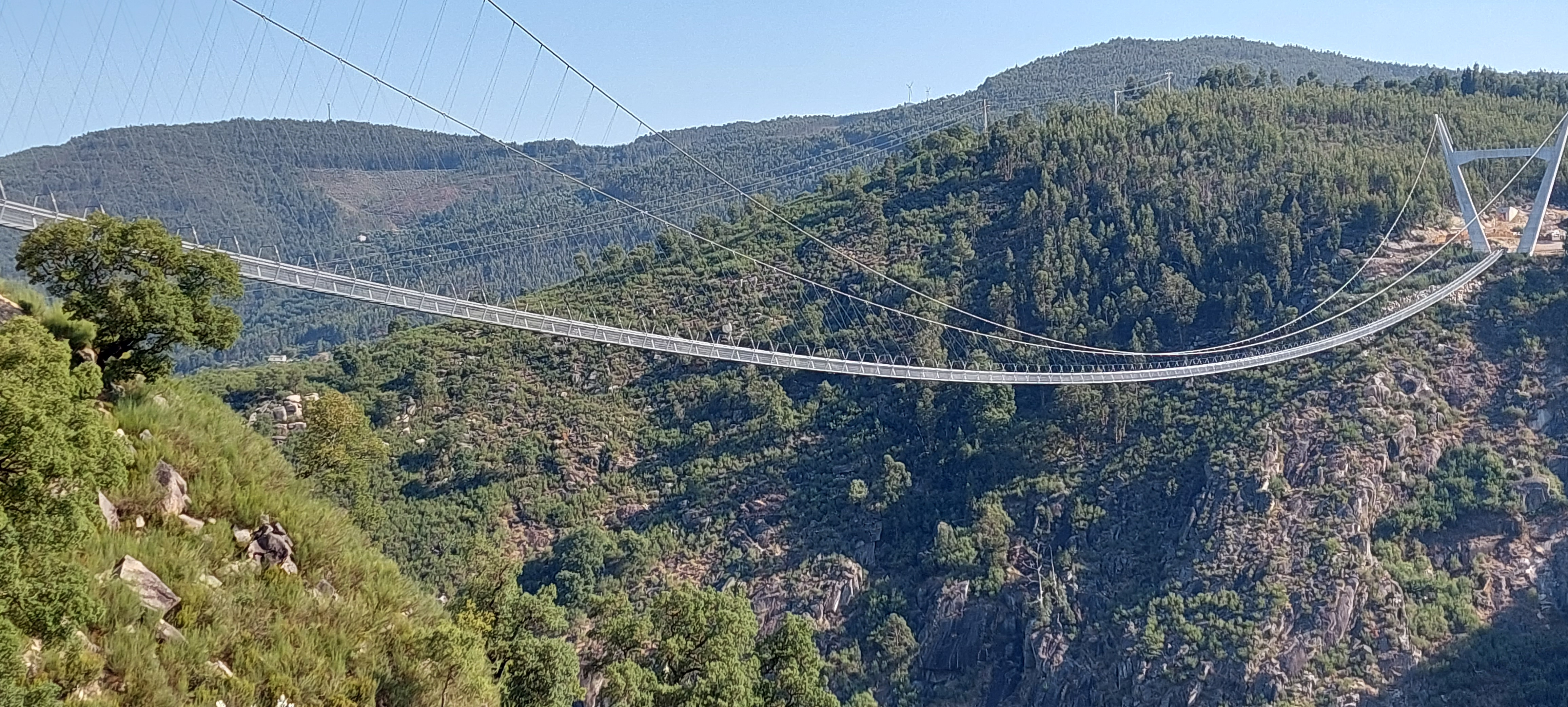
Vue globale
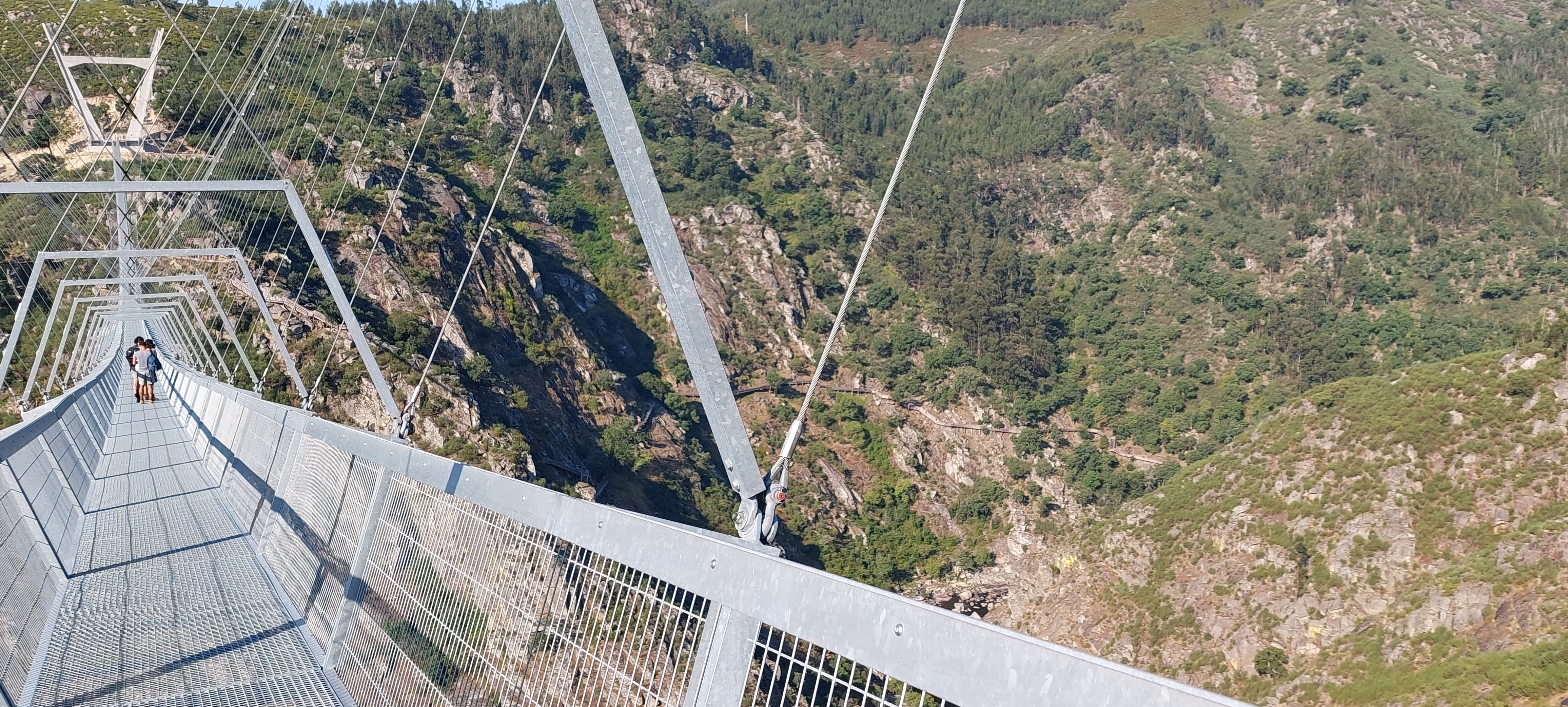
Vue des Passadiços do Paiva (pt) depuis le pont 516 Arouca